# Artificial Paradise
Artificial Paradise je dvanácté studiové album kanadské rockové skupiny The Guess Who, vydané v roce 1973 u RCA Records. Album produkoval Jack Richardson.

## Seznam skladeb
| Pořadí | Název                     | Autor                                          | Délka |
| ------ | ------------------------- | ---------------------------------------------- | ----- |
| 1.     | Bye Bye Babe              | Winter, Wallace                                | 2:50  |
| 2.     | Samantha's Living Room    | McDougall                                      | 3:26  |
| 3.     | Rock and Roller Steam     | Winter, Wallace                                | 3:19  |
| 4.     | Follow Your Daughter Home | Cummings, McDougall, Peterson, Wallace, Winter | 3:29  |
| 5.     | Those Show Biz Shoes      | Cummings                                       | 6:49  |
| 6.     | All Hashed Out            | Wallace, Winter, Cummings                      | 4:41  |
| 7.     | Orly                      | Cummings                                       | 2:35  |
| 8.     | Lost and Found Town       | McDougall                                      | 3:49  |
| 9.     | Hamba Gahle-Usalang Gahle | Cummings, Winter, Wallace                      | 4:53  |
| 10.    | The Watcher               | Wallace, Cummings                              | 3:10  |

## Sestava
- Burton Cummings - klávesy, zpěv
- Don McDougal - kytara, zpěv
- Kurt Winter - kytara
- Bill Wallace - baskytara, zpěv
- Garry Peterson - bicí, perkuse